# ذبابة اللحم (جنس)
ذبابة اللحم هو جنس من الذباب الحقيقي في فصيلة ذبابة اللحم. أنواعها قليلة منتشرة في جميع أقطار العالم. أجسامها غليظة زباء. أثوابها إلى الكهبة المخططة بالأسود والأسمر. دعاميصها لاحمة تركب النسج الحية فتؤذيها.